# 奥勒湖
52°37′23″N 10°58′53″E / 52.62306°N 10.98139°E

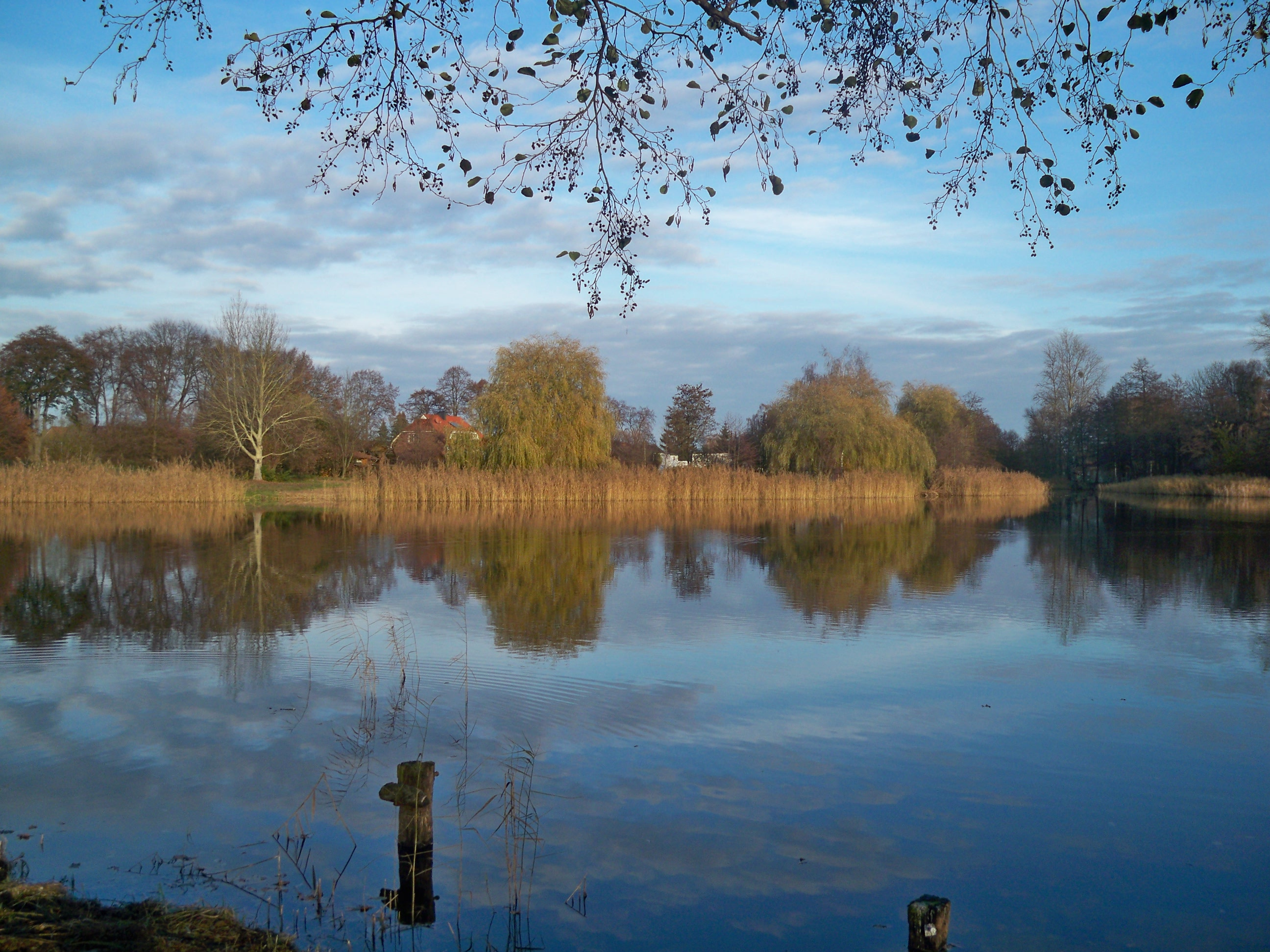

奧勒湖（德語：Ohresee），是德國下薩克森州的人工湖泊，位於該國西北部，處於布罗默，該湖泊落成於1979年，長0.6公里、長0.2公里，面積0.05平方公里。